# Keith Richards

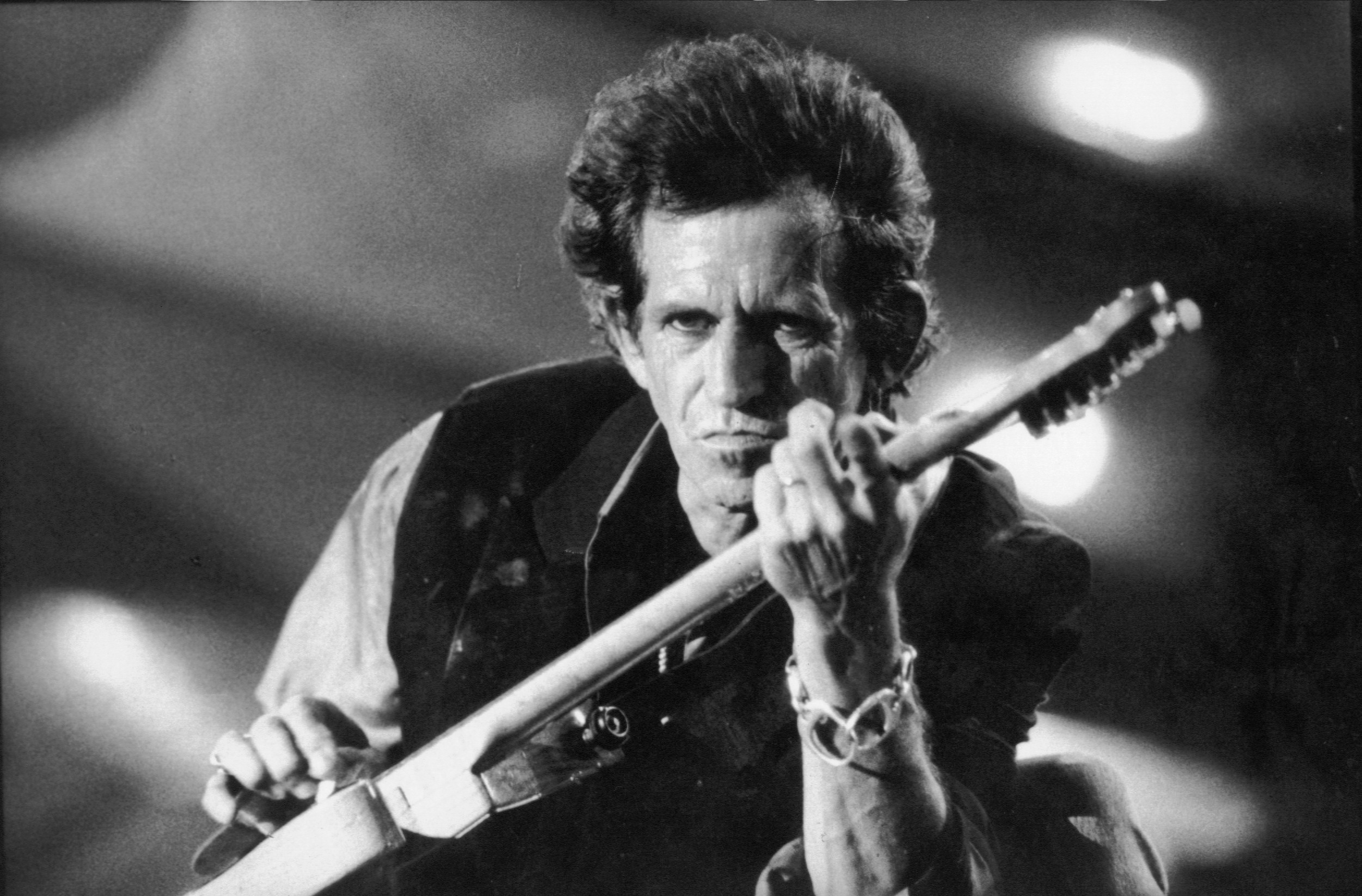
Keith Richards în 1995

Keith Richards (n. 18 decembrie 1943, Dartford, Anglia, Regatul Unit) este un muzician englez, chitaristul ritmic al celebrei trupe The Rolling Stones și unul dintre membrii fondatori ai acesteia. Alături de Mick Jagger, a compus cele mai multe cântece și hituri ale grupului, cei doi formând una dintre cele mai faimoase echipe de compozitori din muzica ușoară.

## Influențe, stil
Richards a fost influențat puternic de muzica blues americană și de rock and roll-ul timpuriu, cântăreții Chuck Berry și Elvis Presley fiindu-i printre modele. La începutul anilor 1960, a întemeiat cu vocalistul Mick Jagger și chitaristul Brian Jones formația Rolling Stones. Timbrul formației era caracterizat de interacțiunea Richards - Jones, cei doi amestecând adesea rolurile de chitarist ritmic și solo. Deși inițial au înregistrat doar cover-uri după alte formații, Rolling Stones au fost inspirați de modelul Beatles să-și scrie singuri cântecele, ceea ce a dus la marginalizarea treptată a lui Jones. În perioada care a precedat înlăturarea acestuia din formație, Richards a ajuns să înregistreze singur toate chitările în sesiunile de înregistrare.

## Anii 1970 și 1980
În anii '70, Richards și restul formația s-au mutat în Franța, datorită taxelor foarte mari din Regatul Unit. În sudul Franței a fost înregistrat albumul Exile on Main Street. Richards a fost influențat de chitaristul country Gram Parsons. Perioada anilor '70 a fost pentru Richards marcată de dependența de heroină. A început și un declin artistic al formației, deși concertele acesteia au crescut în popularitate. În anii '80 au apărut certuri între Jagger și Richards, distanțarea lor influențând negativ formația. Amândoi au experimentat cariere solo, care nu au avut mare succes.
După 2000, Richards a interpretat rolul unui pirat în franciza Pirații din Caraibe. În 2012 a publicat o autobiografie intitulată Life (română Viață), care conținea câteva atacuri la adresa Mick Jagger. În ciuda noilor tensiuni, formația s-a reunit din nou pentru a aniversa printr-o serie de concerte împlinirea a 50 de ani de activitate.

## Discografie solo
- Talk Is Cheap (3 octombrie 1988)
- Live at the Hollywood Palladium, 15 decembrie 1988 (10 decembrie 1991)
- Main Offender (19 octombrie 1992)

## External links
- Site web oficial
- Keith Richards la AllMusic
- Keith Richards la Internet Movie Database
- Keith Richards la National Public Radio in 2010
- Format:Shof
- Keith Richards discografia la Discogs
- Keith Richards (discografie) la MusicBrainz
- CBC Archives Richards' trial and sentencing in 24 October 1978 and 16 April 1979
- Richards,_Keith pe Curlie